# 乔安娜·卡西迪
乔安娜·卡西迪（英語：Joanna Cassidy，1945年8月2日—），女，美国演员。曾获得金球奖音乐喜剧类剧集最佳女主角。